# 希伦塞
希伦塞是德国石勒苏益格－荷尔斯泰因州的一个市镇。总面积9.18平方公里，总人口392人，其中男性188人，女性204人（2011年12月31日），人口密度43人/平方公里。